# Werner von Gilsa
Werner Albrecht Freiherr von und zu Gilsa (* 4. März 1889 in Berlin; † 9. Mai 1945 in Teplitz) war ein deutscher General der Infanterie und letzter Kampfkommandant von Dresden.

## Leben

### Herkunft
Werner entstammt dem althessischen Adelsgeschlecht derer von und zu Gilsa. Seine Eltern waren der Generalmajor Karl von und zu Gilsa (1854–1913) und dessen Ehefrau Leonie, geborene von Wallmoden (1862–1937), Tochter der Dorothea von Münchhausen-Schwöbber und des Albrecht von Wallmoden-Wallmoden.

### Militärkarriere
Er trat am 19. März 1908 als Fähnrich in das Garde-Füsilier-Regiment der Preußischen Armee ein und wurde am 19. August 1909 zum Leutnant befördert. Nach Beginn des Ersten Weltkriegs setzte man ihn als Zug- und ab 11. Oktober 1914 als Kompanieführer in seinem Regiment ein. Am 10. Dezember 1914 kam Gilsa als Ordonnanzoffizier in den Regimentsstab und war ab 1. Februar 1915 als Regimentsadjutant. Für sein Wirken während des Krieges wurde er mit beiden Klassen des Eisernen Kreuzes, dem Ritterkreuz des Königlichen Hausordens von Hohenzollern mit Schwertern sowie dem Hamburger Hanseatenkreuz ausgezeichnet. Die Verbündeten Österreicher würdigte ihn mit dem Militärverdienstkreuz III. mit der Kriegsdekoration.
Seit dem 1. September 1934 war er Oberstleutnant in der Reichswehr. Als Oberst war Gilsa 1936 Kommandant des Olympischen Dorfes in Berlin. Von Oktober 1936 bis zum über den Beginn des Zweiten Weltkriegs war Gilsa bis Ende Januar 1941 Kommandeur des Infanterie-Regiments 9 bei der 23. Infanterie-Division. In dieser Eigenschaft erhielt er am 5. Juni 1940 das Ritterkreuz des Eisernen Kreuzes. Vom 1. April 1941 bis zum 4. April 1943 war Gilsa Kommandeur der 216. Infanterie-Division und wurde am 24. Januar 1942 mit dem Eichenlaub zum Ritterkreuz des Eisernen Kreuzes (68. Verleihung) ausgezeichnet. Ab dem 11. Juni führte er (seit 1. Juli 1943 General der Infanterie) das LXXXIX. Armeekorps in den Niederlanden.
Am 23. November 1944 wurde er abberufen, weil er beim ersten Prozess gegen die Generale des 20. Juli 1944 seinen Rücktritt als Beisitzer des Volksgerichtshofes erklärt hatte. Zunächst wegen angeblicher gesundheitlicher Probleme beurlaubt, erhielt er seine „Frontbewährung“ und wurde mit Wirkung vom 15. März zum „Kampfkommandanten“ von Dresden ernannt. Um den Verbleib der Bevölkerung in der Stadt zu sichern, ordnete Gilsa an, dass „jeder Mann, jede Frau sowie Mädchen und Jungen vom 14. Lebensjahr an“ zur täglichen Schanzarbeit anzutreten habe. Nach Beginn der Schlussoffensive der Roten Armee beteiligte sich Gilsa an einem Entlastungsangriff auf die eingeschlossene Stadt Bautzen, mit dem er seine Befugnisse überschritt. Nach dem Fall von Berlin erhielt er den Befehl, die „Festung Dresden“ zu räumen und sich mit seinen Truppen ins Gebirge zurückzuziehen. Gilsa befahl zwar, die Elbebrücken zu zerstören, das Blaue Wunder blieb jedoch unversehrt und ermöglichte ein rasches Nachsetzen der Roten Armee. Am 9. Mai 1945 nahm sich Gilsa im Alter von 56 Jahren bei Teplitz das Leben.

## Familie
Werner von und zu Gilsa heiratete am 30. August 1917 in Barntrup Sidonie von Kerssenbrock (* 25. Mai 1896), Tochter der Sidonie von Krosigk-Rathmannsdorf und des Gutsherrn und Majors a. D. Raban von Kerssenbrock-Barntrup. Mit Sidonie hatte Werner folgende Kinder hatte:
- Ehrengard (* 1918 in Barntrup), Heirat Herbert Krause, Offizier der Bundeswehr
- Ilse Dorothea (* 1920 in Barntrup), Sekretärin
- Albrecht (* 1921 in Barntrup), gefallen als Leutnant 1941, Jagdgeschwader 51 „Mölders“
- Werner (* 1924 in Prenzlau), gefallen als Leutnant 1944, Panzer-Rgt. 6, 3. Panzer-Division (Wehrmacht)
- Elisabeth (* 1930 in Barntrup), Heirat Otto-Friedrich von Schönberg, Landwirt Rittergut Wierbon-Barntrup